# Monts de Verkhoïansk
Les monts de Verkhoïansk (en russe : Верхоянский хребет, Verkhoïanski khrebet) se situent dans le nord-est de la Russie d'Asie de part et d'autre du cercle Arctique et au milieu de la Sibérie orientale, dans la République de Sakha (ou Yakoutie).
Ce massif forme un grand arc de 1 200 km de long compris entre les fleuves Léna et Aldan à l'ouest et la rivière Yana à l'est. Le point culminant se situe à 2 959 mètres (mont Mous-Khaïa). Il se situe juste à l'ouest de la jonction entre les plaques tectoniques eurasienne et nord-américaine.
Les monts de Verkhoïansk sont généralement couverts d'une épaisse couche de neige durant la plus grande partie de l'année. On y enregistre des records mondiaux de froid hors Antarctique. Au cours de la dernière glaciation, le massif était couvert de glaciers : en été le paysage a l'apparence typique des massifs alpins.
Le massif comporte des gisements de charbon, argent, plomb et zinc.

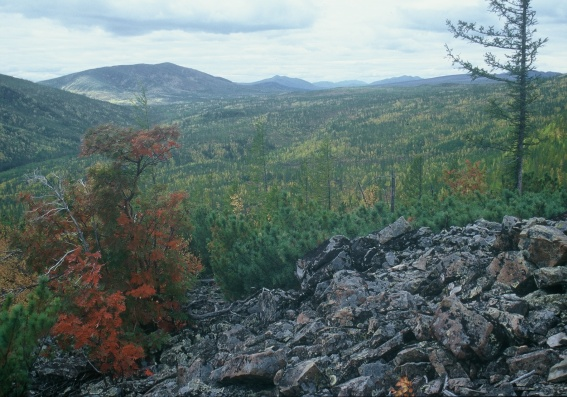
Vue de la partie méridionale des monts de Verkhoïansk.